# Le Biot
Le Biot è un comune francese di 517 abitanti situato nel dipartimento dell'Alta Savoia nella regione del Alvernia-Rodano-Alpi.

## Società

### Evoluzione demografica
Abitanti censiti